# Thái Trị
Thái Trị là một xã thuộc huyện Vĩnh Hưng, tỉnh Long An, Việt Nam.
Xã Thái Trị có diện tích 37,50 km², dân số năm 1999 là 2.592 người, mật độ dân số đạt 69 người/km².